# Bactrocera redunca
Bactrocera redunca är en tvåvingeart som först beskrevs av Drew 1971.  Bactrocera redunca ingår i släktet Bactrocera och familjen borrflugor. Inga underarter finns listade.